# Thüringer Tischtennis-Verband
Der Thüringer Tischtennis-Verband e. V. (TTTV) ist der Zusammenschluss der Tischtennis-Vereine in Thüringen. Er ist ein Mitgliedsverband des Deutschen Tischtennis-Bundes DTTB.
Die Geschäftsstelle befindet sich in Erfurt, dazu gibt es ein Servicebüro in Bad Blankenburg. Präsident ist seit dem 5. Juli 2014 der Politiker Uwe Schlütter.

## Gründung
Der TTTV wurde am 16. Juni 1990 – nach der Wende, aber noch vor der Wiedervereinigung – in Suhl gegründet. An diesem Tag wurde die Satzung beschlossen und Helmut Rochser (Erfurt) zum 1. Vorsitzenden gewählt. Seine Stellvertreter waren Gerhard Neukirchner (Suhl) und Johannes Altenburger (Gera), Schatzmeister wurde Regina Runge (Arnstadt). Jürgen Knobling war bis zum 15. November 1992 Geschäftsführer, ihm folgte Anfang 1993 Bernd Rosenkranz.
Zu diesem Zeitpunkt waren dem Verband etwa 300 Vereine mit 7.234 Mitgliedern angeschlossen. Die Bezirke Erfurt, Gera und Suhl umfassten 36 Kreisverbände.

## Struktur
Der TTV besteht aus den drei Bezirken
- Nordthüringen mit 8 Kreisverbänden: Erfurt, Unstrut-Hainichkreis-, Gotha, Kyffhäuserkreis, Nordhausen, Weimarer Land, Sömmerda, Eichsfeld
- Ostthüringen mit 7 Kreisverbänden: Altenburg, Saale-Holzland Kreis, Gera, Greiz, Jena, Saale-Orla-Kreis, Saalfeld-Rudolstadt
- Südthüringen mit 5 Kreisverbänden: Wartburgkreis, Hildburghausen, Ilm-Kreis, Schmalkalden-Meiningen, Sonneberg

## Mitgliederentwicklung
| Jahr | Vereine | Mitglieder | Mannschaften |
| ---- | ------- | ---------- | ------------ |
| 1992 | 325     |            | 797          |
| 1993 | 325     |            | 800          |
| 1995 | 313     |            | 942          |
| 2007 | 280     | 8.000      |              |